# Gmina Wiżajny
Die Gmina Wiżajny  (litauisch Vižainio valsčius) ist eine Landgemeinde im Powiat Suwalski der Woiwodschaft Podlachien in Polen. Ihr Sitz ist das gleichnamige Dorf.
Durch das Gemeindegebiet verlief 1915–1918 die Heeresfeldbahn Szittkehmen–Rutka-Tartak.

## Gliederung
Zur Landgemeinde Wiżajny gehören folgende Ortsteile mit einem Schulzenamt:
Antosin
Bolcie
Burniszki
Dzierwany
Grzybina
Jegliniszki
Kamionka
Kłajpeda
Laskowskie
Ługiele
Makowszczyzna
Marianka
Maszutkinie
Mauda
Mierkinie
Okliny
Poplin
Rogożajny Małe
Rogożajny Wielkie
Soliny
Stankuny
Sudawskie
Sześciwłóki
Wiłkupie
Wiżajny
Wiżgóry
Wysokie
Weitere Ortschaften sind Cisówek, Dziadówek, Jaczne, Kłajpedka, Leszkiemie, Stara Hańcza, Stołupianka, Użmauda und Żelazkowizna.